# Castelo d'Orrouy
O Castelo d'Orrouy é um castelo histórico em Orrouy, Oise, Hauts-de-France, na França.

## História
O castelo foi construído no século XV. Foi redesenhado no estilo arquitetónico neogótico no século XIX.
O castelo foi herdado pelo conde Armand Doria, um colecionador de arte que convidou os pintores Jean-Baptiste-Camille Corot e Édouard Manet para visitas curtas, e Adolphe-Félix Cals e Gustave-Henri Colin como convidados prolongados.

## Significado arquitetónico
Foi listado como um monumento histórico oficial desde 30 de março de 1989.